# Хиллман, Ларри
Лоуренс Морли «Ларри» Хиллман (англ. Lawrence Morley "Larry" Hillman; 5 февраля 1937, Киркленд-Лейк, Онтарио — 3 июня 2022) — канадский профессиональный хоккеист и хоккейный тренер, выступавший на позиции защитника. За 22 сезона профессиональной карьеры играл в 15 разных командах. Шестикратный обладатель Кубка Стэнли (четырежды в составе «Торонто Мейпл Лифс», по одному разу в составе «Монреаль Канадиенс» и «Детройт Ред Уингз»).

## Игровая карьера
Начинал карьеру в команде Хоккейной лиги Онтарио «Уинсор Спитфайрз» в 1953 году. В следующем сезоне играл в АХЛ за «Баффало Бизонс» и в НХЛ за «Детройт Ред Уингз», в сезоне 1954/1955 отметился победой в Кубке Стэнли с «Детройтом» и в возрасте 18 лет, 2 месяцев и 9 дней стал самым юным игроком, чьё имя когда-либо было выгравлено на кубке Стэнли. Этот рекорд не может быть побит по действующим правилам НХЛ, поскольку любому игроку должно исполниться 18 лет к 15 сентября, чтобы он мог выступать в сезоне НХЛ.
В 1957 году Хиллман ушёл в «Бостон Брюинз», после чего был отправлен в их фарм-клуб «Провиденс Редс», где сыграл большую часть сезона 1959/1960. В сезоне 1960/1961 перешёл в команду «Торонто Мейпл Лифс»: будучи её игроком, чередовал выступления в более низших лигах с играми в НХЛ. Четырежды он становился обладателем Кубка Стэнли в 1962, 1963, 1964 и 1967 годах, а также играл за фарм-клубы «Рочестер Американс» и «Спрингфилд Индианс». После сезона 1966/1967 потребовал повышения своей зарплаты, поскольку считал, что некоторые игроки зарабатывали больше в клубе при меньшем вкладе в команду, но получил отказ и в знак протеста ушёл из клуба — после ухода Хиллмана «Торонто» ни разу больше не выигрывал Кубок Стэнли.
Позже Хиллман играл в клубе «Миннесота Норт Старз», а затем перешёл оттуда в стан «Монреаль Канадиенс», где выиграл свой шестой Кубок Стэнли. Хиллман относится к числу 11 игроков-обладателей Кубков Стэнли, которые завоевали этот трофей минимум в трёх разных командах. Помимо этого, выступал за «Филадельфию», «Лос-Анджелес» и «Баффало», играл в ВХА за «Кливленд Крусейдерс» и «Виннипег Джетс». Руководил «Виннипегом» как тренер с 1977 по 1979 годы, выиграв Кубок Авко в сезоне 1977/1978 (его же выигрывал и как игрок).

## Титулы и достижения
| - 1955: участник Матча всех звёзд НХЛ - 1955: обладатель Кубка Стэнли («Детройт Ред Уингз») - 1960: член символической сборной АХЛ - 1960: лауреат Эдди Шор Эворд - 1962: участник Матча всех звёзд НХЛ - 1962: обладатель Кубка Стэнли («Торонто Мейпл Лифс») - 1963: участник Матча всех звёзд НХЛ - 1963: обладатель Кубка Стэнли («Торонто Мейпл Лифс») - 1964: участник Матча всех звёзд НХЛ - 1964: обладатель Кубка Стэнли («Торонто Мейпл Лифс») | - 1965: обладатель Кубка Колдера («Рочестер Американс») - 1965: член символической сборной АХЛ - 1966: обладатель Кубка Колдера («Рочестер Американс») - 1967: обладатель Кубка Стэнли («Торонто Мейпл Лифс») - 1968: участник Матча всех звёзд НХЛ - 1968: обладатель Кубка Колдера («Рочестер Американс») - 1969: обладатель Кубка Стэнли («Монреаль Канадиенс») - 1976: обладатель Авко Уорлд Трофи («Виннипег Джетс») - 1978: обладатель Авко Уорлд Трофи («Виннипег Джетс», тренер) - 2000: участник Матча всех звёзд НХЛ |

## Семья
Приходится братом ещё двум хоккеистам НХЛ — Уэйну (1938—1990) и Флойду (1933—2020) — а также дядей нападающему Брайану Сэвиджу.